# Малта на Европском првенству у атлетици на отвореном 2010.
Малта је учествовала на Европском првенству 2010. одржаном у Барселони, Шпанија, од 27. јула до 1. августа. Ово је било једанаесто европско првенство у атлетици на отвореном на којем је Малта учествовала. Репрезентацију Малте представљало је двоје спортиста (1 мушкараца и 1 жена), који су се такмичили у две дисциплине.
Такмичари нису постигли запаженије резултате.

## Учесници
| Дисциплина | Мушкарци     | Жене            |
| ---------- | ------------ | --------------- |
| 100 метара | Марио Бонело |                 |
| Скок удаљ  |              | Ребека Камилери |

### Мушкарци
| Атлетичар    | Дисциплина | Лични рекорд | Квалификације | Квалификације | Полуфинале       | Полуфинале       | Финале           | Финале       | Детаљи                                |
| Атлетичар    | Дисциплина | Лични рекорд | Резултат      | Место         | Резултат         | Место            | Резултат         | Место        | Детаљи                                |
| ------------ | ---------- | ------------ | ------------- | ------------- | ---------------- | ---------------- | ---------------- | ------------ | ------------------------------------- |
| Марио Бонело | 100 м      |              | 11,09         | 6 у гр. 3     | Није се пласирао | Није се пласирао | Није се пласирао | 34 / 35 (36) | Архивирано на веб-сајту (6. јун 2012) |

### Жене
| Ребека Камилери | скок удаљ |  | 5,93 | 13 у гр. Б | Није се пласирала | Није се пласирала | Није се пласирала | 24 /25 (25) | Архивирано на веб-сајту (6. јун 2012) |